# Байсітово
Байсі́тово (рос. Байситово, удм. Пуро) — присілок в Малопургинському районі Удмуртії, Росія.
Урбаноніми:
- вулиці — Зарічна, Зелена, Лісова, Молодіжна, Радянська, Таганська, Шкільна

## Населення
Населення — 356 осіб (2010; 350 в 2002).
Національний склад станом на 2002 рік:
- удмурти — 98 %